# سيلفيا فون هاردن
سيلفيا فون هاردن (بالألمانية: Sylvia von Harden)‏ (و. 1894 – 1963 م) هي صحفية، وكاتِبة، وعارضة ألمانية، ولدت في هامبورغ، توفيت عن عمر يناهز 69 عاماً.